# بناویله کوچک
بناویله کوچک، روستایی است از توابع بخش مرکزی شهرستان سردشت استان آذربایجان غربی ایران.

## جمعیت
این روستا در دهستان باسک کولسه قرار داشته و بر اساس سرشماری سال ۱۳۹۵ جمعیت آن ۲۵۸ نفر (۶۳ خانوار)
بوده‌است.